# Simon Edelstein
Pour les articles homonymes, voir Edelstein.
Simon Edelstein est un  réalisateur suisse né le 26 mars 1942 à Genève où il réside. Il est photographe, chef opérateur et réalisateur.

## Biographie
Simon Edelstein est formé à l’École de photographie de Vevey et à la Télévision suisse romande.
Son film Un homme en fuite (1980), avec Roger Jendly, a reçu le Prix spécial au Festival du Mystère de Cattolica et le Prix de la mise en scène au Festival de Brest.

## L'avis de Freddy Buache
Selon Freddy Buache, le fondateur de la Cinémathèque suisse : « En Suisse Romande, à la fin de 1973, les seuls réalisateurs qui prolongent valablement par leurs œuvres le travail des cinéastes genevois entraînés par Claude Goretta, Alain Tanner et Michel Soutter et qui paraissent assurer une liaison en vue de préparer la relève, sont Yvan Butler et Simon Edelstein. Ils ont, l'un et l'autre, fait leurs classes à la Télévision suisse romande ».
Freddy Buache ajoute que le style et le ton de Simon Edelstein dans Les Vilaines Manières "manifestent une imagination beaucoup plus baroque [que celle de Michel Soutter] et une inspiration plus amère, qui, au tournant de ces meilleures séquences, laissent percevoir des résonances aldrichiennes»..

## Filmographie

### Chef opérateur
Durant la période des années 1970, Simon Edelstein est le directeur de la photographie attitré des films du cinéaste genevois Michel Soutter, il est le fondateur du Nouveau cinéma suisse avec Claude Goretta et Alain Tanner.
- 1969 : La Pomme de Michel Soutter
- 1970 : James ou pas de Michel Soutter
- 1972 : Les Arpenteurs de Michel Soutter
- 1974 : L'Escapade de Michel Soutter

### Réalisateur

#### Pour la télévision
Simon Edelstein a travaillé durant plus de 30 années comme réalisateur à la Télévision suisse romande. Il a réalisé plus de 200 reportages, notamment pour les émissions : Temps Présent, Spécial Cinéma, Viva et Passe-moi les jumelles.
Principales réalisations : 
- 2006 : Merci pour le chocolat. 26 min, Télévision suisse romande (TSR)
- 2006 : C’est ma vie. 26 min, production indépendante
- 2005 : Chronique d’un journal au quotidien. 50 min, TSR
- 2004 : Les forçats du travail de l’est. Temps présent, 50 min, TSR
- 2003 : Bagdad année zéro. Temps présent, 32 min, TSR
- 2003 : Radio réalité. Temps présent, 75 min, TSR également projeté au cinéma à Lausanne
- 2002 : Laurent Mercier couturier. Temps présent, 35 min, TSR
- 2002 : Chère Helvétie. Série 10 x 25 min, TSR réflexion libre sur les trains en Suisse.

#### Pour le cinéma
- 1973 : Les Vilaines Manières

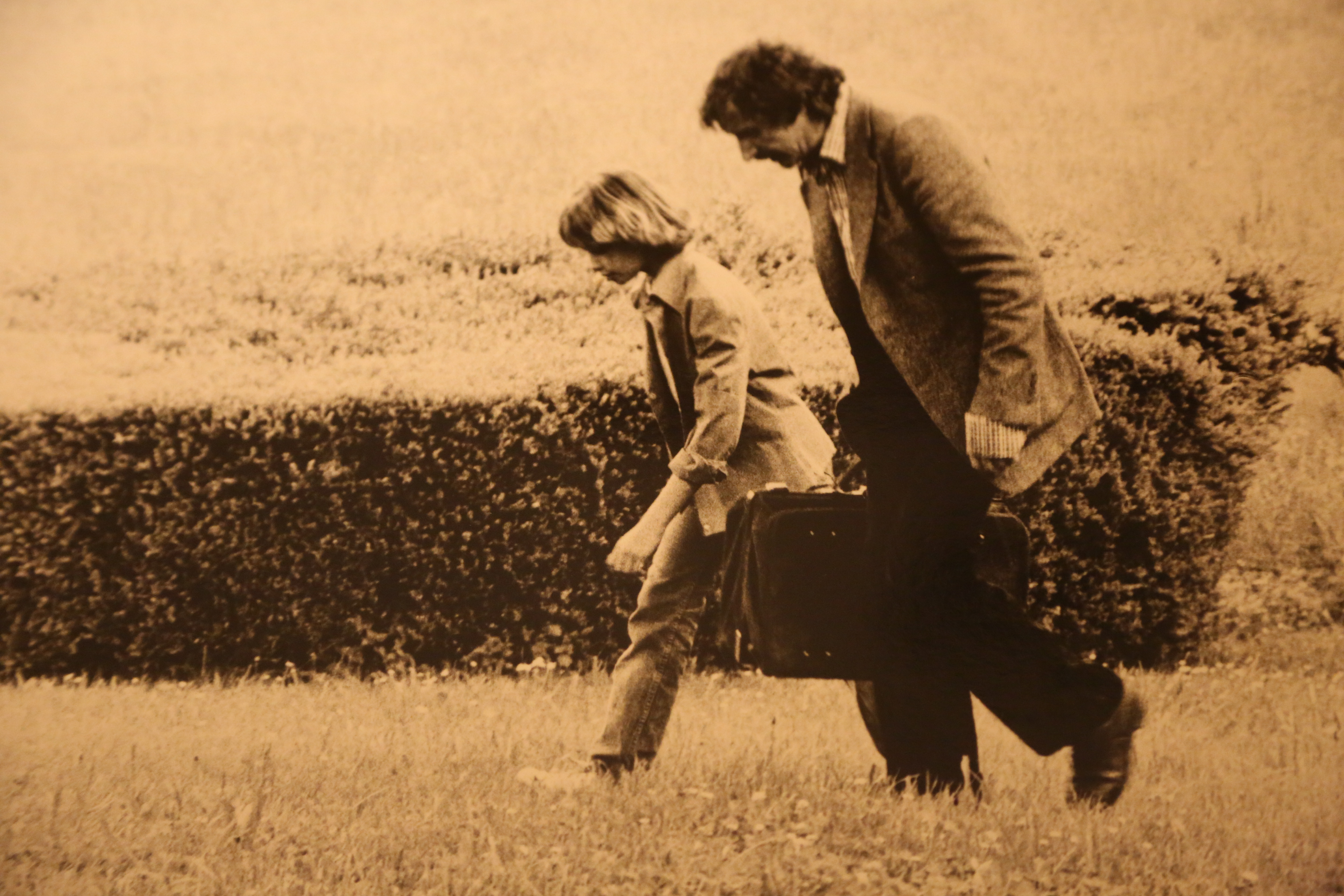
Roger Jendly et Malène Sveinbjornsson dans Un Homme en Fuite de Simon Edelstein (1980).

- 1980 : Un homme en fuite, Prix spécial au Festival du Mystère de Cattolica et le Prix de la mise en scène au Festival de Brest
- 1986 : L'Ogre, d'après le roman de Jacques Chessex
- 1991 : Visages suisses, co-réalisation du film pour le 700e anniversaire de la Confédération Suisse
- 2000 : Passage au crépuscule (moyen métrage vidéo)
- 2008 : Quelques jours avant la nuit

## Photographe
En 1959, il fréquente l'École des arts et métiers de Vevey. Il s’y ennuie car le programme est axé sur la photo publicitaire et industrielle. Il était dans la même classe que le photographe Bruno Barbey et le cinéaste Francis Reusser.
Dans les années 1960 à 1970, il a été collaborateur pour les revues Lui et Vogue. Il a illustré une dizaine d’ouvrages photographiques pour la revue Atlas des Voyages et les Éditions Rencontre à Lausanne.

### Il parcourt le monde pour photographier les cinémas abandonnés
Depuis les années 2000, il parcourt le monde entier - tel un archéologue d’un genre nouveau - à la recherche de ces cinémas aux façades majestueuses qui se fossilisent et se décomposent dans l’indifférence générale. Après avoir consacré toute sa vie au cinéma, Simon Edelstein a pris conscience qu’un patrimoine du XXe siècle est en train de mourir.
Après avoir photographié durant plus de vingt ans des salles obscures dans le monde entier, il déclare que "les plus belles salles du monde sont à retrouver aux États-Unis et en Inde. Dans ces régions, le cinéma est un bâtiment en soi, construit et pensé à cet effet, à l’inverse de la Suisse où nos salles n’ont jamais été exceptionnelles et sont presque construites de manière fortuite, coincées entre des entrées immeubles" .

#### Des livres
- Lux, Rex & Corso (2011), Livre consacré aux salles de cinémas en Suisse. Editions D’autre part[7].
- Le crépuscule des cinémas (2020), Éditions Jonglez. Simon Edelstein a parcouru la planète à la recherche des cinémas abandonnés[8],[9]. Il déclare au journaliste Étienne Dumont : "J’avais été frappé par la laideur des nouvelles salles de spectacles, purement fonctionnelles. La taille des cinémas récents me hérissait. J’avais l’impression d’entrer dans un placard à balais pour assister à une projection sur un mouchoir de poche. Tout cela me déprimait. J’ai gardé la nostalgie des rangées de fauteuils rouges et du rideau dévoilant lentement l’écran. Cet univers s’évanouissait quelques décennies après la disparition des cathédrales américaines, construites à la fin du muet. Le déclic réel s’est produit pour moi aux États-Unis, où certains cinémas sont restés debout bien après leur fermeture. Je procédais comme un archéologue ou un cambrioleur à la recherche des cinémas oubliés"[10].
- Cinémas : un patrimoine français (2023), Editions Jonglez. Préface Jack Lang (ancien ministre français de la Culture. Que ce soit à la recherche de salles historiques décaties ou même abandonnées, de salles anciennes rénovées avec amour ou de salles contemporaines spectaculaires, pendant plus de 10 ans, dans les villes et les campagnes, Simon Edelstein a écumé les routes de France à la rencontre de ce patrimoine exceptionnel [11].
- Il prépare un quatrième livre sur les cinémas en Inde abandonnés.

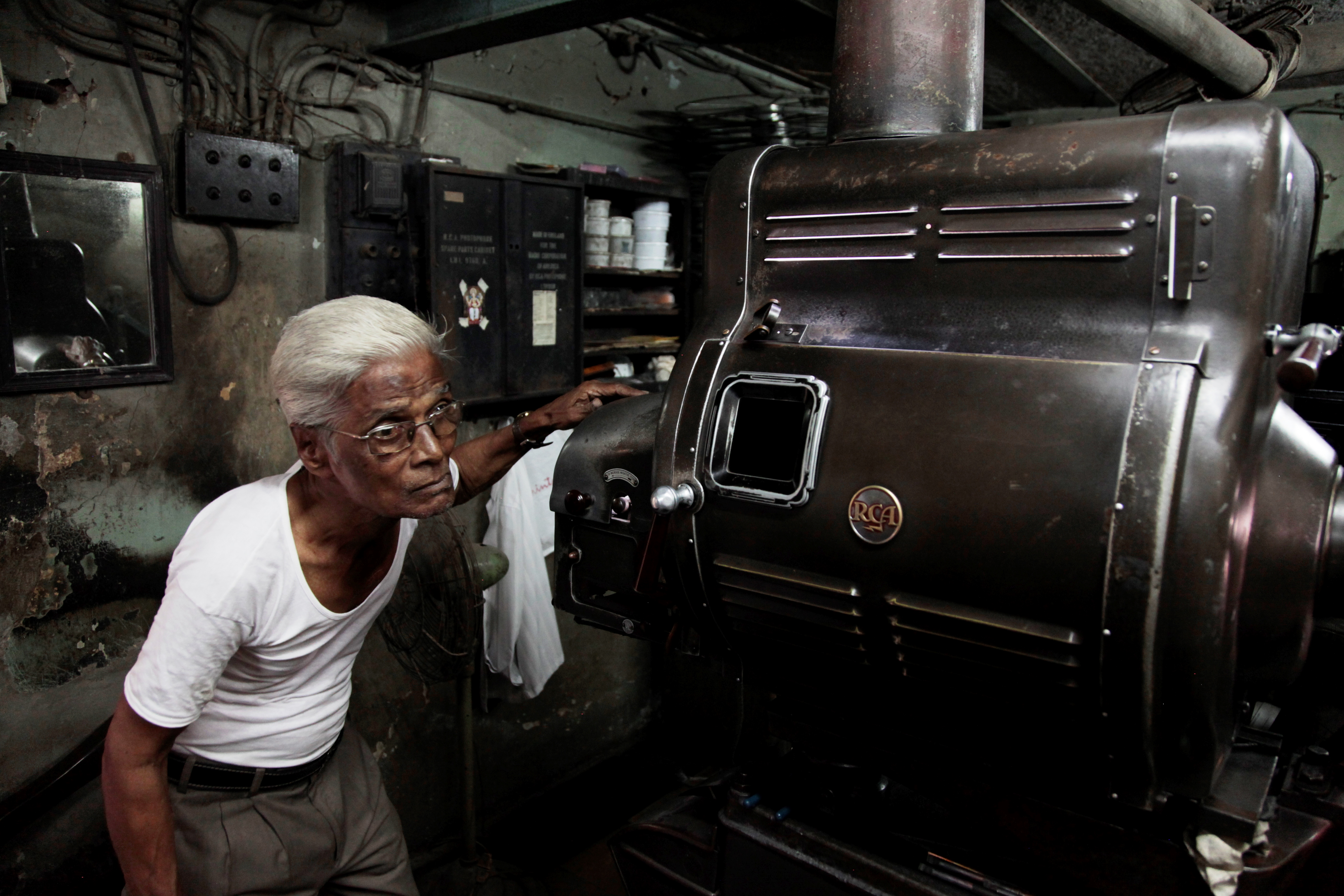
Bombay Cinéma Bharatmata (2012).
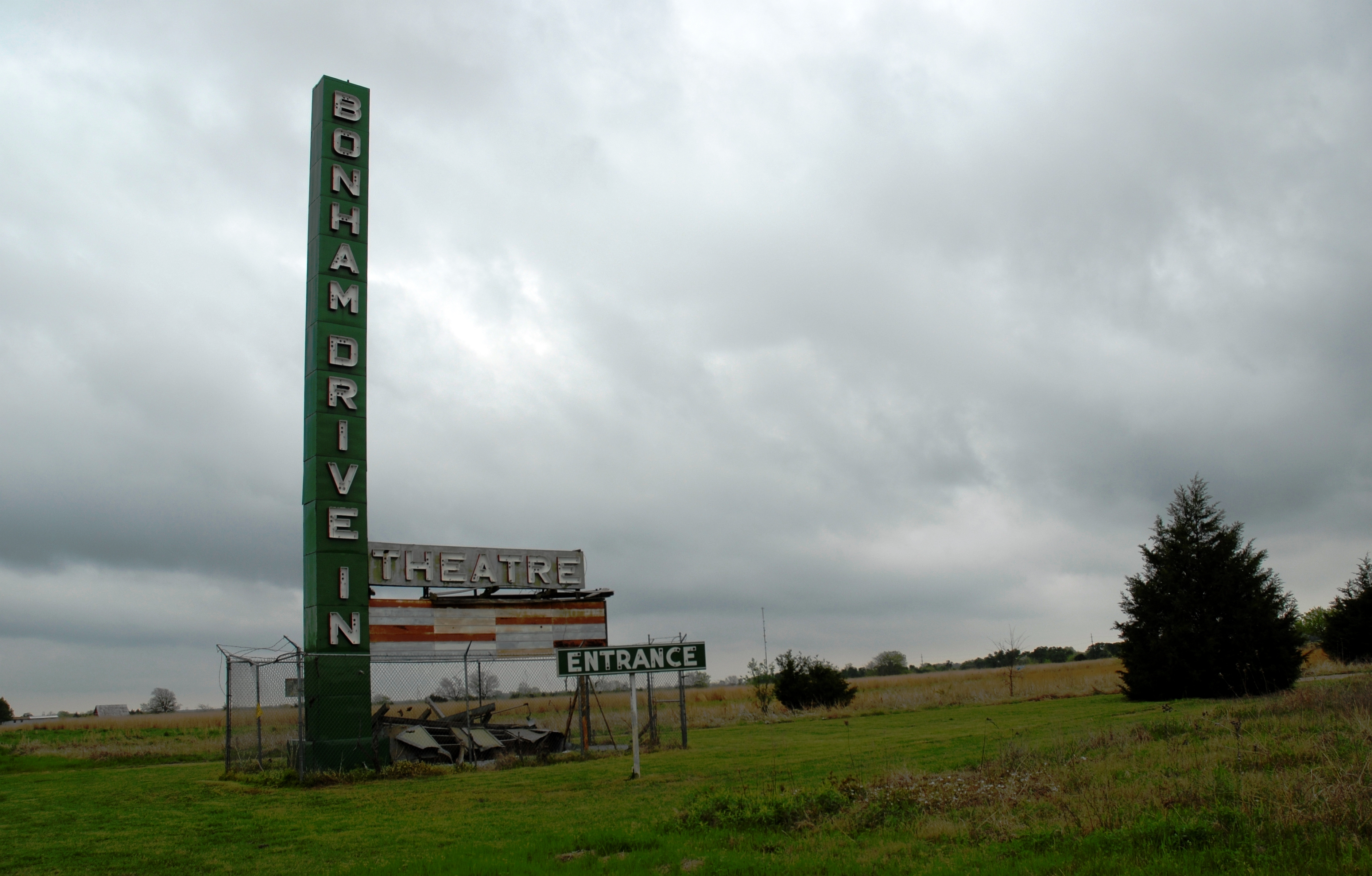
Bonham Texas, Drive-In (2008).
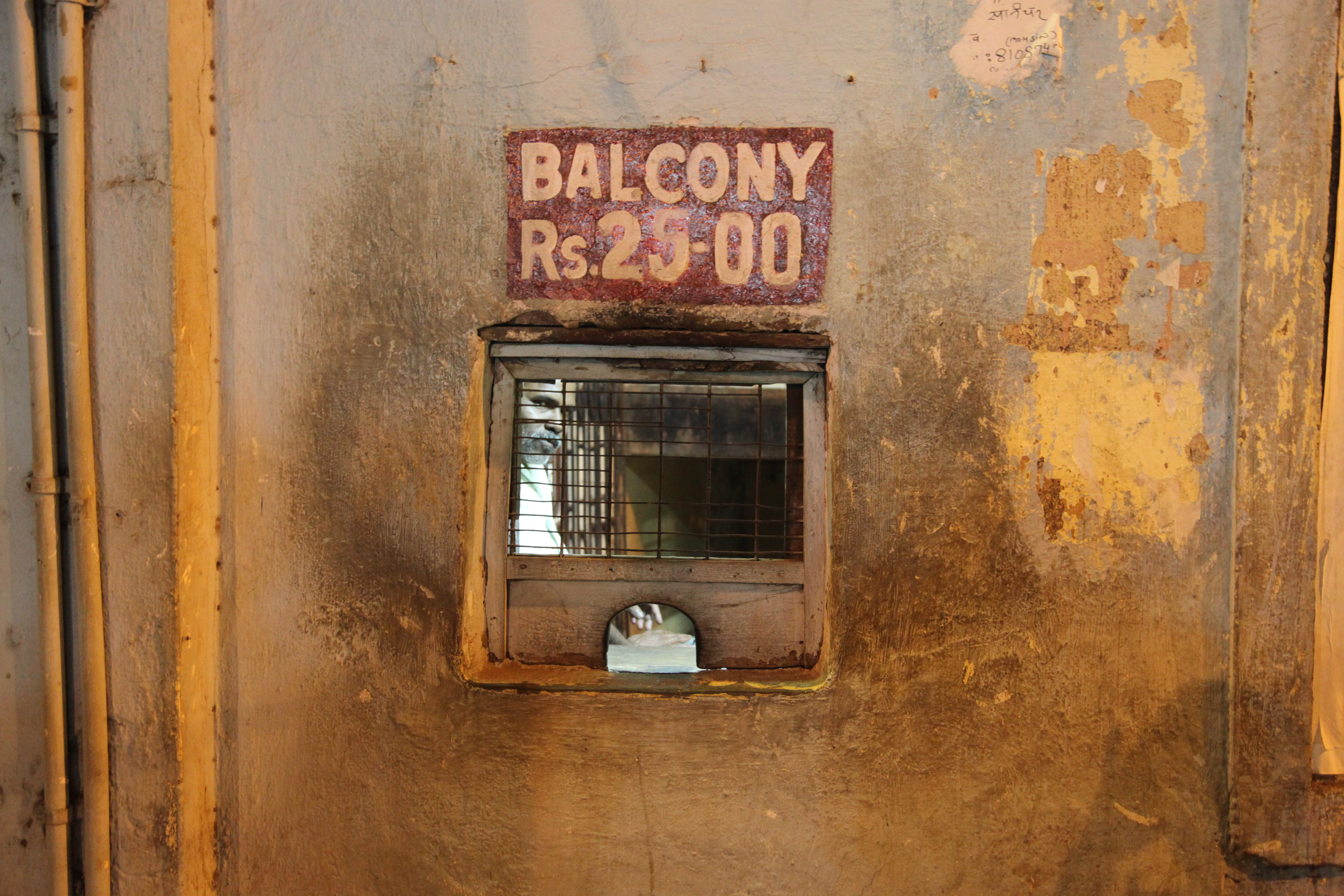
Bombay Cinéma Nishat (2012).

#### Expositions
Il a exposé ses photographies sur les cinéma abandonnés en Suisse en 2008 aux musées d’Ascona et de Minusio dans le cadre du Festival de Locarno et du festival Cinéma tous Écrans à Genève ainsi qu’à la Cinémathèque de Milan en 2013 et à la Cinémathèque Suisse à Lausanne .
La Fondation Plaza, financée par la Fondation Wilsdorf, à Genève, réhabilite l'ancienne salle de cinéma Le Plaza construite par l'architecte Marc-Joseph Saugey et classée au patrimoine genevois du XXe siècle. Elle expose une sélection des photographies de Simon Edelstein "La beauté mortelle des cinémas"  .